# ハリソン郡区 (アイオワ州ブーン郡)
ハリソン郡区は、アメリカ合衆国、アイオワ州、ブーン郡にある17の郡区の一つである。2000年の国勢調査で、人口は368人だった。

## 地理
ハリソン郡区は、93.2平方キロメートル（35.97平方マイル)で、組み込まれた自治体(incorporated settlements)はありません。
en:が含まれています。
アメリカ地質調査所によると、この郡区はMackeyとSaint Paul's LutheranとSaints Peter and Paulの3つの霊園が含まれています。